# 同德乡 (靖西市)
同德乡，是中华人民共和国广西壮族自治区百色市靖西市下辖的一个乡镇级行政单位。

## 行政区划
同德乡下辖以下地区：
新民村、罗果村、伏马村、果老村、七联村、同德村、百达村、足表村、意江村、朋怀村和东球村。